# Giacomo Geremia

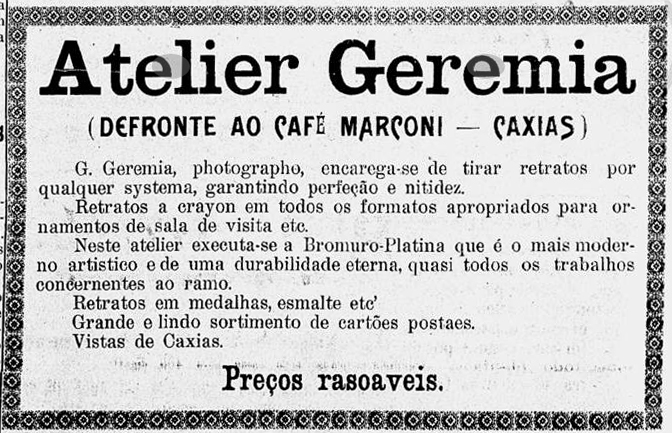
Publicidade do Atelier Geremia em 1912.

Giacomo Geremia (San Martino di Lupari, 15 de outubro de 1880 — Caxias do Sul, 20 de setembro de 1966) foi um fotógrafo ítalo-brasileiro.
Era filho dos italianos Antônio e Regina, que viviam da agricultura. Tinha o irmão Pio. Em 1892 a família emigrou para o Brasil, fixando-se na colônia italiana de Antônio Prado. Os pais continuaram na lavoura e o menino Giacomo trabalhava buscando água para os operários da construção de estradas. Cansado dessa vida, com apenas dez anos fugiu de casa e dirigiu-se à capital do estado, Porto Alegre, onde conseguiu emprego como torneador de móveis e condutor de pipas de água potável para o abastecimento a domicílio. Com dezoito anos, adoentado, mudou-se para Vacaria, nos altos da Serra do Nordeste, em busca de melhores ares. Ali conheceu outro italiano que trabalhava com fotografia, de quem aprendeu a técnica. Giacomo herdou o equipamento do mestre e iniciou na profissão como fotógrafo itinerante, percorrendo a pé ou a cavalo fazendas e vilas dos Campos de Cima da Serra no Rio Grande do Sul e em Santa Catarina. Nessa região, numa época de desbravamento e colonização, os fotógrafos eram muito raros. Na descrição do Arquivo Histórico de Caxias do Sul,
"A galope e a pé, galgou as escarpas da Serra Geral, sentiu a solidão que emana da imensidão dos campos, acercou-se das comitivas tropeiras ao anoitecer, atravessou a temida viração (neblina) do alto da serra para, então, chegar ao seu destino e ser compensado pela hospitalidade campeira. Ansiosamente esperado, a sua chegada trazia a aura do novo para ao cotidiano familiar. Este halo está presente nos retratos agrupados em álbuns ou misturados em meio às gavetas dos guardados. Capturadas de forma descontinua, essas fotografias se transformaram em elos das memórias familiares e guardam o poder visual de revisitar o passado. Em suas andanças pelos Campos de Cima da Serra, Giacomo fotografou cenas da vida estancieira, festas campestres e, principalmente, fez retratos individuais e de famílias".
Em torno de 1905 estava em Antonio Prado, onde abriu um pequeno estúdio fotográfico, mas continuava a atender clientes em toda a zona rural do entorno. Em 1909 casou-se com Angela Ida Zacchera. Pouco depois, em uma de suas visitas a amigos de Caxias do Sul, foi estimulado a radicar-se na cidade. Em 1911 já estava lá, onde passaria o resto de sua vida. Na Avenida Júlio de Castilhos, a uma quadra do centro, fundou o Atelier Photographico Geremia, especializado em retratos e trabalhando já com várias técnicas fotográficas. Em 1913 mudou-se para um novo prédio, com instalações mais amplas, na mesma avenida, onde o atelier ficaria mais conhecido como Studio Geremia. Fazia ampliações em grandes formatos para ornamentar os salões elegantes, muitas vezes retocando as fotografias com tintas e giz colorido e colocando os personagens contra fundos pintados que evocavam ruínas antigas, interiores sofisticados, fontes, bosques e outras paisagens românticas, e que eram muito apreciados pela elite. Giacomo tornou-se referência na arte do retrato na cidade e região. Foi o primeiro fotógrafo da cidade a usar iluminação artificial e tinha grande cuidado com os efeitos de luz. O estúdio se tornou um dos principais de Caxias nas primeiras décadas do século XX, tendo como único concorrente sério o de Júlio Calegari. Em 1914 já era citado entre os principais artistas da cidade, chamado de "genial", e no mesmo ano o seu retrato do intendente José Pena de Moraes, que havia participado da Exposição Agro-Industrial, foi instalado oficialmente na sede da Municipalidade. Foi muito premiado em feiras e exposições estaduais, e vários outros profissionais, que mais tarde ganharam respeito, no estúdio tiveram sua escola, como Antonio Beux, Ary Cavalcanti e Mauro De Blanco, além de seu próprio filho, Ulysses Geremia.
Na década de 1930 já tinha um grande prestígio em toda a região colonial, e notícias na imprensa chamavam seus trabalhos de "obras de arte". Também era procurado para fotografar formaturas, casamentos, inaugurações de obras públicas, solenidades e festas cívicas como as Festas da Uva, os cerimoniais religiosos e as instalações fabris da cidade. Foi contratado pela Municipalidade para documentar o progresso urbano na administração de Dante Marcucci, que procurou embelezar e modernizar a cidade e implementar melhorias de infraestrutura. As imagens coletadas por Geremia da paisagem urbana, na época em rápida transformação, formam um documento histórico da cidade tão vasto quanto único. Uma seleção foi compilada em dois álbuns publicados pela Municipalidade, intitulados Obras do Estado Novo – Caxias – Alguns flagrantes da Urbanização e Saneamento. Segundo Mário Tomazoni, esses álbuns "contribuíram para a construção de uma nova visualidade sobre a cidade, na medida em que se optava por mostrar, através de uma narrativa fotográfica, a transformação dos principais logradouros públicos em locais amplos, asseados, ordenados e propícios à circulação dos automóveis, que, então, começavam a substituir os obsoletos meios de transporte de tração animal".
Em 1939 reformou o estúdio, e a inauguração foi assinalada com elogios na imprensa: "Produto de um fino gosto artístico, a vitrine que acaba de ser inaugurada coloca-se sem dúvida alguma na vanguarda das demais do gênero, em nosso estado. Estão expostos na mesma belíssimos quadros e fotografias, que constituem uma prova cabal dos ilimitados recursos que possui o Atelier Geremia". No mesmo ano seu "magnífico retrato" do jurista Clóvis Bevilacqua foi instalado oficialmente na sede no Tribunal do Juri, e um retrato de Rui Barbosa foi instalado no Fórum Municipal. Em 1941 um retrato de Eduardo Ruiz Caravantes foi instalado no Salão Nobre do Tribunal.
Envolveu-se com a comunidade também de outras maneiras. Em 1922 foi um dos jurados em um concurso de fotografia promovido pela Livraria Saldanha, em 1934 foi membro de uma comissão municipal para escolher um local para a nova sede dos Correios, em 1935 participou da fundação e assumiu um cargo na diretoria do Centro dos Amigos de Caxias, entidade destinada a colaborar com a administração pública na solução dos problemas municipais, e em 1941 participou da fundação do Aero Clube. Participou de eventos políticos, foi nomeado tenente honorário da Guarda Nacional, foi membro e conselheiro fiscal da influente Associação dos Comerciantes, e fazia doações para a caridade.
Giacomo e sua esposa tiveram sete filhos: Elisabeta, Ulysses, Léo, Duílio, Osmar, Hélio e Remy. Depois da morte de Giacomo, o filho Ulysses (1911-2011), há tempo grande colaborador do pai, assumiu a direção do estúdio, da mesma forma deixando um legado visual importante. Parte do acervo do estúdio foi adquirida pela Prefeitura em 2002 e parte Ulysses doou em vida ao Arquivo Histórico Municipal, que descreveu sua importância: "Abrangendo a produção realizada no período compreendido entre 1911-1997, estas fontes documentais testemunham a evolução dos processos fotográficos e revelam padrões estéticos de diferentes épocas. A sua peculiaridade e importância se manifesta no modo como a comunidade se deixou fotografar no contexto público e privado". Em 2016 a Câmara Municipal, em sessão solene comemorativa da Semana da Etnia Italiana, lembrou a trajetória de Giacomo e mais 25 outros fotógrafos que ajudaram a registrar a história do município.